# Загонний
Заго́нний (рос. Загонный) — селище у складі Зоринського району Алтайського краю, Росія. Входить до складу Шпагинської сільської ради.

## Населення
Населення — 33 особи (2010; 26 у 2002).
Національний склад (станом на 2002 рік):
- росіяни — 100 %